# Bandiera della Svizzera
La bandiera svizzera è quadrata di colore rosso con una croce greca bianca al centro.

## Evoluzione storica
La scelta dei colori risale al Sacro Romano Impero Germanico e la foggia della bandiera ha origine nelle battaglie della fine del XIV secolo, anche se la taglia della croce ha subito molti cambiamenti:
- nel XV e XVI secolo la bandiera era un drappo triangolare rosso con croce bianca che si estendeva fino ai bordi;
- nel XIX secolo il simbolo diventò una croce bianca composta da 5 quadrati uguali, su fondo rosso;
- a partire dal 1889 venne adottata la forma attuale nella quale la lunghezza di ogni braccio della croce è superiore di 1/6 alla sua larghezza, mentre lo sfondo rimane invariato.

Prima del XIX secolo la Svizzera non aveva una bandiera nazionale. Quando si recavano in battaglia i soldati portavano l'emblema del loro cantone. Ma già dal 1339, all'epoca della Battaglia di Laupen, era prassi cucire una croce bianca sulle divise come comune segno di riconoscimento.
Durante il periodo della repubblica elvetica, Napoleone proibì agli svizzeri di portare la croce, rendendo invece obbligatorio un tricolore verde, rosso e giallo. Quando però la repubblica fu sciolta nel 1803, anche il tricolore venne abbandonato e le truppe svizzere tornarono a portare la croce bianca cucita, questa volta, sui vari drappelli cantonali. Nel 1815, dopo la caduta di Napoleone, la divisa delle truppe venne dotata di un bracciale rosso con una croce bianca tronca, seguita a breve dall'introduzione in via ufficiosa di una bandiera federale. La nuova bandiera venne portata in battaglia per la prima ed unica volta nella cosiddetta guerra civile del Sonderbund, nel 1847. La guerra vedeva i partigiani dei valori tradizionali e dell'autonomia locale opposti ai modernizzatori favorevoli ad uno stato più centralizzato. Con la vittoria dei modernizzatori, la bandiera svizzera assunse ufficialmente il ruolo di simbolo nazionale.

## Particolarità
La bandiera svizzera, come anche quella della Città del Vaticano, ha la peculiarità di essere una delle due uniche bandiere nazionali di forma quadrata. Però nella navigazione (battelli sui laghi e sul Reno, nonché certe navi mercantili oceaniche di armatori svizzeri e registrate nel porto di Basilea) la bandiera assume la forma rettangolare.
Quando la Svizzera entrò a far parte dell'ONU, nel 2002, gli addetti al protocollo delle Nazioni Unite si trovarono di fronte ad un insolito problema: contrariamente alle specifiche per le bandiere da esporre alla sede centrale che prevedono una forma rettangolare, la bandiera svizzera è quadrata. Fortunatamente si è trovata una scappatoia stabilendo la nuova regola secondo la quale una nuova forma può essere accettata a patto che la sua area totale non superi quella delle bandiere di forma tradizionale.
Il colore è stato ben definito il 1º gennaio 2007 come corrispondente al rosso Pantone 485 C (     RGB 218, 41, 28), e per il web il rosso puro, vale a dire 100% di magenta e 100% di giallo (     RGB 255, 0, 0). Le specifiche per le dimensioni della croce sono precisate dalla risoluzione federale 12 dicembre 1989: i bracci devono avere eguale lunghezza e questa deve essere di un sesto superiore all'ampiezza.

## Influenza culturale

Bandiera della Croce Rossa

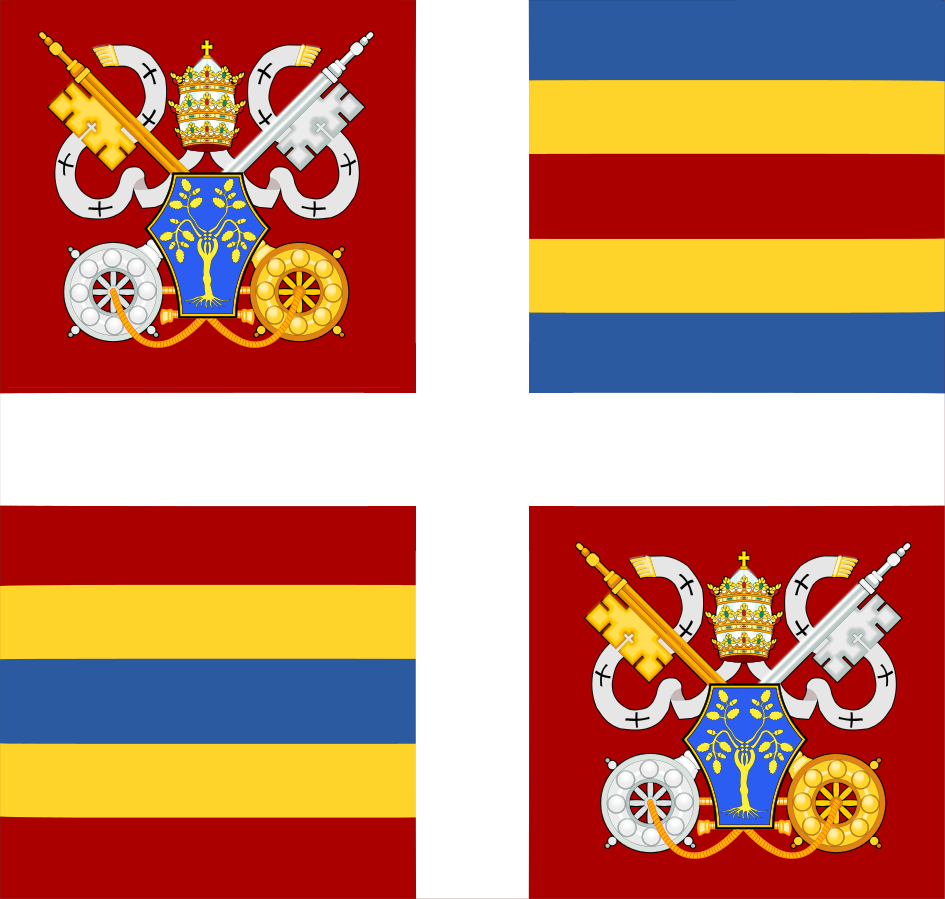
Bandiera generica della Guardia svizzera pontificia

- La bandiera della Croce Rossa, composta da una croce rossa su sfondo bianco, deriva da quella svizzera con i colori invertiti proprio in omaggio al Paese elvetico, sia in quanto patria del suo principale fondatore, Henry Dunant, sia in quanto sede della prima Convenzione di Ginevra nel 1864.[1][2]

- Il moderno stendardo della Guardia svizzera pontificia venne progettato tra il 1912 e il 1914 dal comandante Jules Repond. Lo stendardo presenta un disegno simile alla bandiera svizzera (essendo quadrato, con sfondo rosso e con una croce bianca, i cui bracci però si estendono su entrambi i lati, dividendo il campo in 4 quarti) ed è ispirato alle bandiere reggimentali del XIX secolo usate dalle guardie svizzere. In esso sono raffigurati lo stemma papale del Pontefice in carica nel 1º quarto (in alto a sinistra) e lo stemma papale di Papa Giulio II nel 4º quarto (in basso a destra), mentre nel 2º e nel 3º quarto sono presenti delle strisce orizzontali con i colori del corpo (blu, giallo e rosso); al centro (ossia in mezzo alla croce bianca) è presente lo stemma del comandante in carica.[3]

## Bandiere storiche

Bandiera di guerra del Sacro Romano Impero (XIII-XIV secolo), donata da Sigismondo di Lussemburgo alla Confederazione elvetica nel 1415.
Bandiera della Vecchia Confederazione (1470-1798)
Bandiera della Repubblica Elvetica (1798-1803)